# Santa Maria del Carmine alle Tre Cannelle
Santa Maria del Carmine alle Tre Cannelle är en kyrkobyggnad i Rom, helgad åt Jungfru Maria. Kyrkan är belägen vid Via del Carmine i Rione Trevi och tillhör församlingen Santi XII Apostoli.

## Kyrkans historia
Den ursprungliga helgedomen på denna plats var ett oratorium. Det uppfördes på initiativ av kardinal Odoardo Farnese och konsekrerades 1623 för Arciconfraternita del Carmine, ett karmelitbrödraskap grundat i kyrkan San Crisogono i Trastevere. År 1515 flyttade brödraskapet till den vid den tiden avlägsna kyrkan San Martino ai Monti. Kardinal Farnese, som var brödraskapets beskyddare, införskaffade i början av 1600-talet några byggnader vid området Tre Cannelle. Detta namn syftar på den försvunna Fontana delle Tre Cannelle, en fontän med tre pipar (av italienskans cannello, ”pip”).
Med tiden kom oratoriet att anses vara för litet för brödraskapet och på 1720-talet fick arkitekten Giacomo Ciolli i uppdrag att rita ett nytt kor, högaltare och skepp. Dessa stod klara 1733, men fasaden uppfördes inte förrän år 1750 efter ritningar av Michelangelo Specchi. Samma år utförde Giovanni Battista Grossi Jungfrun med Barnet och änglar, en lågrelief i stuck för lynetten ovanför ingångsportalen. Fasaden uppvisar en tendens till en mera återhållsam barockstil, vilken var förhärskande i mitten av 1700-talet.
År 1772 drabbades oratoriet av en ödeläggande eldsvåda som nästan förstörde byggnaden, men redan samma år lät påve Clemens XIV inleda en omfattande restaurering, som bekostades av kardinal Domenico Orsini d'Aragona. Helgedomen öppnades ånyo år 1775 och fick i samband med detta status som kyrka. 
Kyrkan plundrades under den franska ockupationen av Rom år 1798 och stängdes, men öppnades åter tre år senare. En renovering företogs år 1862 under ledning av Vincenzo Martinucci, ärkebrödraskapets arkitekt.
Under 1970-talet hade ärkebrödraskapet decimerats; kyrkan stängdes och hotades av dekonsekrering. Under 1980-talet kunde dock kyrkan ånyo öppnas för allmänheten. År 2007 förstörde en eldsvåda ärkebrödraskapets privata oratorium och kyrkans interiör rökskadades. Arkitekten Paolo Taffi företog en genomgripande restaurering, vilken fullbordades 2014.
Sedan den 7 maj 2022 har kyrkan och hela byggnaden anförtrotts till Focolare-rörelsen från Vatikanen för att utgöra en internationell samlingsplats för en av de största internationella rörelserna i kyrkan. Anläggningen heter ’Focolare Point’.

## Kyrkans exteriör
Fasaden har två våningar. Den nedre har dubbla pilastrar med korintiska kapitäl. Ovanför portalen sitter en lynett med en fresk föreställande Vår Fru av Karmel, utförd 1824. Den ersatte Grossis lågrelief som hade gått förlorad i branden år 1772. Entablementets fris bär följande inskription:
Den övre våningen har ett rektangulärt fönster med ett brutet pediment dekorerat med en festong. Fönstret och pedimentet flankeras av dubbla lisener med snäckmotiv. Fasadens storform kröns av ett triangulärt pediment.

## Kyrkans interiör
Interiören har ett skepp med tunnvalv och gigantiska korintiska pilastrar. Interiördekorationen utfördes av Vincenzo Martinucci. Högaltaret är ett verk av Giacomo Ciolli och har en skulptur föreställande Vår Fru av Karmel, utförd i papier-maché. Tidigare fanns här Gaspare Celios målning Vår Fru av Karmel, vilken numera återfinns i det intilliggande oratoriet.
Det högra sidoaltaret är invigt åt profeten Elia som offrade på berget Karmel. Corrado Giaquinto har målat ett standar, som på framsidan visar hur Jungfru Maria uppenbarar sig för Elia på Karmel. Standarets frånsida visar Jungfru Maria som överlämnar skapularet åt den helige Simon Stock. Det vänstra sidoaltaret har Tito Ridolfis målning Den heliga Thérèse av Jesusbarnet (1927); tidigare fanns här Jungfru Maria överlämnar skapularet åt den helige Simon Stock, utförd av Giovanni Pirri år 1776.
I sakristian återfinns den anonyma 1500-talsmålningen Kristi gisslande.

## Bilder
| - Santa Maria del Carmine alle Tre Cannelle (nummer 267 vid den röda pilen) på Giovanni Battista Nollis karta över Rom från år 1748. Övriga avbildade byggnader (i urval): 113) Trajanuskolonnen, 262) Palazzo Molara, 263) Piazza delle Tre Cannelle, 264) Palazzino Stella, 266) Palazzo Grassi, 269) Palazzo Cigolini (rivet), 270) Palazzo Scarlatti, 271) Palazzo Papi, 272) Santissimo Nome di Maria al Foro Traiano, 273) Palazzo Bonelli och 274) Santa Maria di Loreto. - Santa Maria del Carmine alle Tre Cannelle på en karta från år 2017. |